# Nanopsocus oceanicus
Nanopsocus oceanicus är en insektsart som beskrevs av John Victor Pearman 1928. Nanopsocus oceanicus ingår i släktet Nanopsocus och familjen Pachytroctidae. Inga underarter finns listade i Catalogue of Life.